# Humbert III. (Beaujeu)
Humbert III. († um 1192) war ein Herr von Beaujeu aus dem Haus Beaujeu. Er war ein Sohn des Guichard III. von Beaujeu († 1137) und der Lucienne von Rochefort.
Humbert unternahm um 1142 eine bewaffnete Pilgerfahrt in das heilige Land, wo er dem Templerorden beitrat. Von diesem Orden trennte er sich allerdings wieder bei seiner Rückkehr in die Heimat. Mit dem Grafen Wilhelm II. von Chalon war er in Fehden gegen die Abtei Cluny verstrickt.
Er war verheiratet mit einer Tochter des Grafen Amadeus III. von Savoyen, mit der er vier Söhne hatte, darunter Humbert IV. († 1189), die alle vor ihm starben. In Beaujeu folgte ihm deshalb bei seinem Tod um 1192 sein Enkel Guichard IV. direkt nach.